# María Matilde Alea Fernández
María Matilde Alea Fernández (Camajuaní, Villa Clara; 6 de marzo de 1918 - La Habana; 9 de noviembre de 2006) fue una compositora, pianista y doctora en Pedagogía cubana.

## Biografía
En  1918 se trasladó con su familia a  Pinar del Río. Desde una temprana edad, comenzó a estudiar música con su madre. Muy joven y en plena adolescencia se inició en la composición; mientras tanto y simultáneamente, se inició en la docencia del piano y de la música a sus primeros educandos, de los muchos que habría de tener. Fueron precisamente estas dos actividades, la enseñanza y la creación, las que acompañarían a María Matilde a lo largo de su vida. En su faceta creativa fue autora de canciones, boleros, lieder, sones y otros géneros, casi todos inspirados en las tradiciones musicales cubanas. En 1940, una de sus obras, «Mi última canción», recibió el premio de la popularidad al transmitirse por la legendaria emisora de radio RHC Cadena Azul. Sin embargo, fue su obra pedagógica lo que distinguió a María Matilde Alea, ya sea a través de la música que escribió a sus discípulos y que recopiló en tres series tituladas "Miniaturas Rítmicas Cubanas", o trabajando frente a su alumnado como quehacer diario.
Fue miembro de la Unión de Escritores y Artistas de Cuba (UNEAC), de la SGAE, del grupo de Mujeres en la Música "La bella cubana" y del Colectivo de Mujeres en el Arte (ComuArte) de México. Ha sido galardonada en diversas ocasiones por el Centro Nacional de Enseñanza Artística, el Instituto Cubano de la Música y el Ministerio de Cultura, así como por otras instituciones internacionales. Como reconocimiento a una vida entera dedicada a preservar y divulgar el arte musical, se le ha otorgado la Medalla por la Cultura Nacional. Participó, entre otros, en el evento internacional Músicos de las Américas, que tuvo lugar en Nueva York en 1999 y en el 1.er Encuentro Iberoamericano de Mujeres en el Arte, celebrado en México en 2001.
Gran parte de su obra ha sido editada y extensamente divulgada tanto en Cuba como en el extranjero. Entre sus obras figuran más de 200 canciones (texto y música) y 50 lieder de gran belleza lírica y musical, además de numerosos cuentos musicales, himnos, pequeños formatos de música de cámara, piezas y ejercicios para la práctica pedagógico-musical. Sus obras pedagógicas más completas sin duda alguna son las "Miniaturas Rítmicas Cubanas", editadas en tres volúmenes, siguiendo una estructura didáctica por grados de dificultad (esta aumenta de libro en libro). Estas piezas, creadas con el fin de enseñar a tocar y practicar los ritmos de diferentes géneros de la música cubana, forman parte del plan de estudios de las escuelas de arte en Cuba. Los dos primeros libros, editados en Cuba por la EGREM, están formados por 14 y 17 piezas respectivamente. El tercero es publicado por primera vez en Madrid, España, si bien algunas de las piezas fueron ejecutadas en público con anterioridad, consta de 14 piezas compuestas en la década de 1980. Todas ellas están inspiradas en la belleza del paisaje cubano, escenas cotidianas y elementos arquitectónicos familiares para la compositora. Elaboradas sobre ritmos y figuraciones rítmicas de diferentes géneros como el bolero, las habaneras, los sones, los danzones, las guajiras y las danzas, estas piezas utilizan armonías contemporáneas, envueltas en un ambiente romántico. Una vez más, se produce una fusión de las raíces africanas y españolas dentro de la cultura cubana.
Ya jubilada mas no retirada, continuaba enseñando, generosamente en su casa de la calle Línea en El Vedado. Atendía y orientaba a cualquier niño o joven que tuviera algún talento musical; y de vez en vez, se encontraba con algún talento excepcional al que desarrollaba a la enésima potencia para que luego continuara su aprendizaje musical a niveles superiores.
De esta manera cuando se conozca del éxito de los artistas cubanos de la música de concierto, o disfrute de la actuación de algún intérprete excepcional de la música popular cubana, se debe pensar también que detrás de uno u otro está la mano y el pensamiento de pedagogos como María Matilde Alea, una verdadera maestra de maestros. 
Falleció el 9 de noviembre de 2006 en su casa de la calle Línea en El Vedado, Ciudad de La Habana a los 88 años de edad.
- Datos: Q5686761